# Gyenes Mihály
Gyenes Mihály (Kecskemét, 1800. május 28. – Kecskemét, 1868. január 17.) ügyvéd, városi mérnök, az első kecskeméti közpark megálmodója.

## Életpályája
1892-ben hirdették ki Kecskemét város tanácsülésén mind az ügyvédi, mind a mérnöki diplomáját. Gyenes Mihály 1831-től dolgozott a város szolgálatában: 1836-ig aljegyző, 1836 és 1837 között tanácsnok, 1838-tól 1848. június 15-ig erdőfelügyelő volt.

„A Kecskemét közepén éktelenkedő és betegségeket terjesztő ún. Déllő mocsárt lecsapolta és városi sétatérré alakította 1834-ben. Munkálkodásának eredményeként a Kecskemét környéki homokot főként akác, kanadai jegenye, néhol szil és tölgyfákkal kezdték beültetni. 1848-49-ben a város mérnöke lett. 1851-től ismét erdőfelügyelőként működött. Gyenes Mihály a város tekintélyes polgára volt. Testi fogyatékosságát műveltsége ellensúlyozta. Róla szól a kecskeméti rigmus: „Aki nem látott még görbében egyenest / Nézze meg a kecskeméti bírót, Gyenest”.”